# Methanosarcina acetivorans
Methanosarcina acetivorans je metanogenní archeon z kmene Euryarchaeota. Je zajímavý tím, že má největší genom ze všech archeí, a to 5 751 492 párů bází.

## Popis
Methanosarcina acetivorans se vyživuje metanogenním rozkladem kyseliny octové za vzniku metanu, nikoliv spalováním vodíku. Tvoří často mnohobuněčné útvary (sarciny), shluky několika buněk. Jeho genom ukazuje na velmi široké spektrum metabolických a buněčných prvků, jež jsou v jeho DNA kódovány. Zarážející je přítomnost genů pro nové methyltransferázy, monoxid dehydrogenáza skládající se z jediné podjednotky, shluk genů pro syntézu flagelinu (přestože nemá bičík) a dva shluky genů pro chemotaktický pohyb. Methanosarcina se tak zdá být ideálním modelovým organismem.